# Julie Laurberg
Julie Rasmine Marie Laurberg (født 7. september 1856 i Grenaa, død 29. juni 1925 i Ordrup) var en dansk fotograf.
Hun var datter af prokurator, godsforvalter Peter Adam Severin Laurberg (1819-59) og Johanne Jørgine f. Schou (1824-1907). Som ung stod Laurberg i lære hos portrætmaler og fotograf Leopold Hartmann og tog efter læretiden til udlandet for at gå i dybden med kunsten at fotografere. Hendes første destination var Paris, og senere kom hun til Italien.
I 1895 etablerede hun sig som fotograf i Magasin du Nords nyopførte ejendom på Kongens Nytorv 13. Fra 1907 havde hun fotografatelier sammen med Franziska Gad (1873-1921), der havde været hendes første elev, og som nu blev kompagnon. Julie Laurberg & Gad fik hastigt et godt renommé, og i 1910 opnåede firmaet status som kgl. hoffotograf.
Julie Laurberg var primært kendt som portrætfotograf, men hun tog også del i kvindesagen, bl.a. som medlem af Dansk Kvindesamfund.

## Galleri
- Julie Laurbergs portræt af forretningsmanden Theodor Wessel, grundlæggeren af Th. Wessel & Vett og Magasin du Nord.
- Emil Vett, grundlæggeren af Th. Wessel & Vett og Magasin du Nord.
- Skuespilleren Nathalie Krause, fotograferet af Julie Laurberg & Gad i perioden 1919 - 1921